# Alejandra Jáidar
Alejandra Jáidar Matalobos (Veracruz, 22 de marzo de 1937 - Ciudad de México, 23 de septiembre de 1988) fue una física y divulgadora mexicana. Fue la primera graduada en física en México, entre 1958 y 1964 fue coordinadora de los laboratorios de física en la Facultad de Ciencias de la UNAM, realizó investigaciones en el Instituto de física de la UNAM, donde desempeñó el cargo de jefa del Departamento de Física Experimental en 1985 y fue coordinadora fundadora de la colección de libros “La ciencia desde México” publicada por el Fondo de Cultura Económica. Actualmente la Sociedad Mexicana para la Divulgación de la Ciencia y la Técnica (SOMEDICyT) entrega el Premio Nacional de Divulgación de la Ciencia "Alejandra Jáidar", y el auditorio del Instituto de Física lleva su nombre.

## Biografía
Sus abuelos paternos eran de origen libanés, su abuela era bailarina y su abuelo seminarista. Viajaron a México junto con sus hijos y residieron, primero en Villahermosa, Tabasco, y luego en Xalapa, Veracruz. Fue en Veracruz donde José Jáidar conoció a Guadalupe Matalobos y se casó con ella. En 1937 nace Alejandra, la mayor de cuatro hermanos. Años más tarde la familia se iría a vivir a Puebla y después al Distrito Federal.
Sus hermanos son la escritora y bailarina Julieta Jáidar Matalobos, la psicoanalista Isabel Jáidar Matalobos y Pedro Jáidar, el menor de los hermanos, era cirujano plástico. Alejandra fue un pilar importante en su familia desde su juventud: a pesar de la oposición de su padre, quien se negaba a que estudiara una licenciatura, ingresó a la Facultad de Ciencias de la UNAM en 1955,  ella abogó porque sus hermanos pudieran tener la misma oportunidad sin tener que enfrentar el rechazo de José Jáidar.
Se casó con el doctor Edmundo de Alba y tuvieron tres hijos: Arturo, Alfredo y Alberto. Alejandra aprovechaba las estancias de su esposo en el extranjero para aprender nuevas técnicas nucleares y aplicarlas en el Instituto de física. El 23 de septiembre de 1988, Alejandra falleció por cáncer de estómago.

## Vida académica
Jáidar estudió la secundaria y la preparatoria en la Universidad Femenina de México, en la Ciudad de México donde conoció a María Esther Ortiz Salazar, quien se convertiría en una amiga cercana y compañera de estudio en la Facultad de Ciencias. Ahí mismo, ambas fueron impulsadas a estudiar una carrera en ciencias por la matemática Teresa Sánchez de Padilla.
Jáidar ingresó a la licenciatura en Física en la Facultad de Ciencias de la UNAM a los 17 años y comenzó a trabajar con el ingeniero Marcos Mazari  en 1959. El 18 de noviembre de 1961  se graduó con la tesis “Determinación de las energías de excitación de los núcleos ligeros y los primeros intermedios a través de reacciones (d, p) y (d, α)”, con lo que se convertiría en la primera graduada en física de la Facultad de Ciencias. Tres días después se graduaría su amiga María Esther Ortiz Salazar. Jáidar y Ortiz fueron, además, las primeras en graduarse con una investigación en física nuclear experimental.
Entre 1963 y 1971 fue profesora en la Facultad de Ciencias para más tarde incorporarse como investigadora en el Instituto de Física donde llegó a ser jefa del Departamento de Física Experimental en 1985. Como investigadora en el Instituto de Física realizó diversas publicaciones en colaboración con el grupo de investigación del Laboratorio Van der Graaff (Ramos Lara). Sus últimas investigaciones se enfocaron en el análisis elemental de piezas arqueológicas de porcelana y obsidiana por medio de técnicas PIXE (Particle-Induced X-ray Emission) y HEHIXE (High Energy Heavy Ion Induced X-Ray Emission).
Durante su estancia en el Instituto de Física, Alejandra buscó financiamiento para aumentar la infraestructura del instituto. Una de sus mayores contribuciones fue conseguir que la compañía Ingenieros Civiles Asociados (ICA) colaborara en la construcción de un edificio donde se albergaría al acelerador de partículas Van der Graaff, donado por la Universidad de Rice para sustituir al acelerador Dinamyton que había sufrido daños irreparables en 1971. Jáidar no consiguió ver en vida el funcionamiento del acelerador, sin embargo, la sala de experimentación del acelerador fue bautizada con su nombre el 2 de febrero de 1989.

## Divulgación
En 1985, Alejandra propone al Fondo de Cultura Económica la elaboración de "La Ciencia desde México", una colección que inicialmente consistía en títulos de ciencia producida/realizada en México, que posteriormente sería renombrada como "La Ciencia para Todos" al integrar a creadores de la ciencia de otros ámbitos de la lengua española e incluso del portugués. 
Durante los periodos de 1976-1982 y 1982-1988, cuando Jaime García Terrés fue el subdirector y director de esta editorial, respectivamente, su interés por la divulgación científica era bastante y dio su apoyo a Jáidar. El proyecto también recibió apoyo del químico Héctor Mayagoitia Domínguez. María del Carmen Farías fue encargada de la serie, quien en conjunto con Alejandra, lograba convencer a los científicos de realizar un aporte al proyecto. Se realizó un evento para la presentación de la colección el 4 de septiembre de 1986; no se tiene registro del discurso proporcionado por la científica⁸. Hasta la fecha de su muerte, la colección de "La Ciencia desde México" se habían publicado cerca de 64 títulos.
Asimismo, Alejandra organizaba talleres, conferencias, cursos y ferias científicas relacionadas con matemáticas, química, biología y física. Participó en el proyecto “Túnel de la Ciencia”. que actualmente se encuentra en la estación La Raza, en el metro de la Ciudad de México, y considerado el primer museo científico-cognoscitivo del mundo.

## Trabajos publicados
- Jáidar, Alejandra; López, G.; Mazari, M.; y Tejera, A. (1961). "Remedición de los valores Q₀ de reacciones nucleares entre los elementos ligeros". Revista Mexicana de Física 10(4): 229-238
- Jáidar, Alejandra; López, G.; Mazari, M.; y Domínguez, R. (1961). "Determinación de las energías de excitación de los núcleos ligeros y los primeros intermedios a través de reacciones (d, p) y (d, α)". Revista Mexicana de Física 10(4): 247-282.
- Mazari*,M.; Jaidar, A.; Lopez, G.; Tejera, A.; Careaga, J.; Domínguez, R.; y Alba, F. (1964). Nuclear Reaction Measurements at the National University of Mexico. En Johnson W.H. (eds) Nuclidic Masses. Springer, Vienna: 305-323.
- De Alba, E.; y Jáidar, A. (1966). “Distribución de valores absolutos de los ángulos proyectados en la región de dispersión plural”. Revista Mexicana de Física 15(4): 311-325.
- De Alba, E.; Jáidar A.; y Martínez Negrete, M. A. (1968). "La formación del pico de una reacción nuclear". Revista Mexicana de Física 17(3): 143-161.
- Heitz, C.; Lagarde, G.; Pape, A.; Tenorio, D.; Zarate, C.; Menu, M.; Scotee, L.; Jaidar, A.; Alviso, R.; Gonzalez, D.; Gonzalez, V. (1986). "Radioisotope induced x-ray emission — a complementary method to pixe analysis". Nuclear Instruments and Methods in Physics Research Section B: Beam Interactions with Materials and Atoms 14(1): 93-98.
- Tenorio, D.; Costa, G.; Bordas, M.; Larcher, J.; Lagarde, G.; Heitz, C.; Jaidar, A. (1986). "Thick target X-ray yields and intensity ratios for MeV Br and Kr ion impact and application to the analysis of pottery". Nuclear Instruments and Methods in Physics Research Section B: Beam Interactions with Materials and Atoms 15: 612-615.
- Jáidar, A. (1987). Biografías para niños. Manuel Sandoval Vallarta. Editado por el Instituto Nacional de Estudios Históricos de la Revolución Mexicana
- Jáidar, A. (1987). "Compartir el conocimiento científico es divulgarlo". Revista Mexicana de Física 33(3): 374-377.
- Vázquez, A.; Domínguez, J. M.; Piña, C.; Jaidar, A.; y Fuentes, S. (1990). "Surface defects in MoS₂ crystals synthesized by vapour phase transport methods". Journal of Materials Science Letters 9: 712-714.
- Andrade, E.; Feregrino, M. Zavala,  E.P.; Piñeda, J.C.; Jiménez, R.; Jaidar, A. (1990). "Energy calibration of a 5.5 MV Van de Graaff accelerator using a time-of-flight technique". Nuclear Instruments and Methods in Physics Research Section A: Accelerators, Spectrometers, Detectors and Associated Equipment 287: 135-138.